# Олівер Смітіз
Олівер Смітіз (англ. Oliver Smithies; 23 липня 1925, Галіфакс, Західний Йоркшир, Англія — 10 січня 2017, Чапел-Гілл, Північна Кароліна, США) — англо-американський генетик, лауреат Нобелівської премії з фізіології або медицини у 2007 році «за відкриття принципів введення специфічних генних модифікацій у мишей з використанням ембріональних стовбурових клітин.»

## Біографія
Олівер Смітіс народився у Галіфаксі (Західний Йоркшир, Велика Британія). За його словами, інтерес до науки зародився від раннього знайомства з радіо і телескопами. В 1951 році йому було присвоєно ступінь магістра, а пізніше — доктора фізіології. З 1953 по 1960 роки Смітіс працював у медичній дослідницькій лабораторії в Торонтському університеті, а з 1960 до 1988 року — в лабораторії університету Вісконсин-Медісон. З 1988 року він почав працювати професором лабораторії патології та лабораторної медицини університету Північної Кароліни. За допомогою розроблених ним методик він проводив генетичні дослідження мишей.
Він і Маріо Капеккі, незалежно один від одного, здійснили важливі відкриття в галузі специфічних генних модифікацій у мишей з використанням ембріональних стовбурових клітин.

## Досягнення
Смітіз розробив техніку гель-електрофорезу з використанням крохмальної матриці, як побічну лінію (непродуктивного) дослідження молекули-попередника інсуліну в Університеті Торонто. Це покращило здатність розділяти білки за допомогою електрофорезу. Технічну допомогу в його подальшій роботі з електрофорезу йому надавав Отто Гіллер. Він використовував електрофорез крохмалю, щоб виявити відмінності між нормальними білками плазми крові людини, і у співпраці з Нормою Форд Вокер показав, що ці відмінності успадковуються, що стимулювало його інтерес до генетики.

## Нагороди
- Нобелівська премія з фізіології або медицини (2007)